# Liste des mammifères à l'archipel Crozet
Pour des articles plus généraux, voir Liste des mammifères aux Terres australes françaises et Faune à l'archipel Crozet.

Carte topographique de l'archipel Crozet.

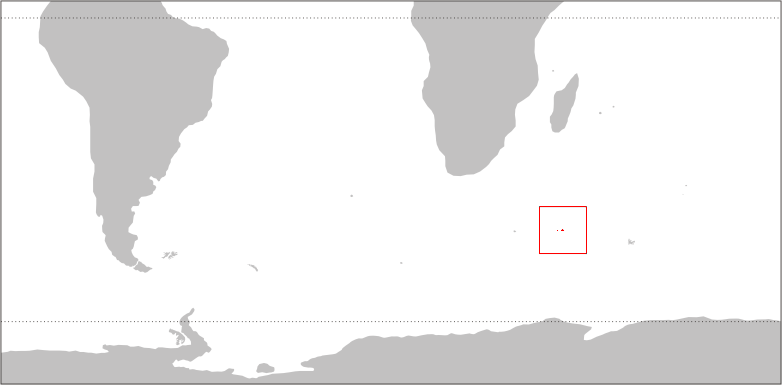
Localisation de l'archipel Crozet dans l'hémisphère sud.

Cette liste commentée recense la mammalofaune à l'archipel Crozet. Elle répertorie les espèces de mammifères crozetiens actuels et celles qui ont été récemment classifiées comme éteintes (à partir de l'Holocène, depuis donc 11 700 ans av. J.‑C.). Cette liste comporte 19 espèces réparties en cinq ordres et onze familles, dont une est « en danger », une autre est « vulnérable », une encore est « quasi menacée » et cinq ont des « données insuffisantes » pour être classées (selon les critères de la liste rouge de l'UICN au niveau mondial).
Elle contient au moins quatre espèces introduites sur ce territoire, qui sont plus ou moins bien acclimatées. Il peut contenir aussi des animaux non reconnus par la liste rouge de l'UICN (aucun mammifère ici) et ils sont classés en « non évalué » : cela étant dû notamment au manque de données, à des espèces domestiques, disparues ou éteintes avant le XVIe siècle. Il n'existe pas à l'archipel Crozet d'espèce et de sous-espèce de mammifère endémique.

## Statuts de la liste rouge de l'UICN
Les statuts de conservation utilisés par la liste rouge de l'UICN mondiale sont :
| (EX) | Éteint                  | Il n'y a pas le moindre doute sur le fait que le dernier spécimen recensé est mort.                                                                   |
| (EW) | Éteint à l'état sauvage | L'espèce est connue uniquement en captivité ou en tant que population naturalisée bien en dehors de son ancienne aire de répartition.                 |
| (CR) | En danger critique      | L'espèce risque prochainement de s'éteindre à l'état sauvage.                                                                                         |
| (EN) | En danger               | L'espèce fait face à un très gros risque d'extinction à l'état sauvage.                                                                               |
| (VU) | Vulnérable              | L'espèce fait face à un gros risque d'extinction à l'état sauvage.                                                                                    |
| (NT) | Quasi menacé            | L'espèce ne satisfait pas un ou plusieurs des critères prévus qui permettraient de la catégoriser, mais pourrait risquer de s'éteindre dans le futur. |
| (LC) | Préoccupation mineure   | Il n'y a pas de risque identifiable pour l'espèce. |
| (DD) | Données insuffisantes   | Il n'y a pas d'information adéquate qui permettraient de faire une évaluation des risques pour cette espèce.                                          |
| (NE) | Non évalué              | L'espèce n'a pas encore été confrontée aux critères précédents, n'est pas reconnue par l'UICN ou bien s'est éteinte avant le XVIe siècle.             |

## Ordre:Primates

### Famille:Hominidés
| Nom vulgaire, nom binominal et citation d'auteurs | Origine et statut à l'archipel Crozet | Aire de répartition                    | Statut UICN mondial | Image         |
| ------------------------------------------------- | ------------------------------------- | -------------------------------------- | ------------------- | ------------- |
| Homme moderne Homo sapiens Linnaeus, 1758         | Allochtone,                           | Aire de répartition de l'Homme moderne | [ 3 ]               | Homme moderne |

## Ordre:Lagomorphes

### Famille:Léporidés
| Nom vulgaire, nom binominal et citation d'auteurs       | Origine et statut à l'archipel Crozet | Aire de répartition                     | Statut UICN mondial | Image            |
| ------------------------------------------------------- | ------------------------------------- | --------------------------------------- | ------------------- | ---------------- |
| Lapin de garenne Oryctolagus cuniculus (Linnaeus, 1758) | Allochtone (Introduit),               | Aire de répartition du Lapin de garenne | [ 5 ]               | Lapin de garenne |

## Ordre:Rodentiens

### Famille:Muridés
| Nom vulgaire, nom binominal et citation d'auteurs | Origine et statut à l'archipel Crozet | Aire de répartition                    | Statut UICN mondial | Image        |
| ------------------------------------------------- | ------------------------------------- | -------------------------------------- | ------------------- | ------------ |
| Souris grise Mus musculus Linnaeus, 1758          | Allochtone (Introduit)                | Aire de répartition de la Souris grise | [ 6 ]               | Souris grise |
| Rat noir Rattus rattus (Linnaeus, 1758)           | Allochtone (Introduit)                | Aire de répartition du Rat noir        | [ 7 ]               | Rat noir     |

## Ordre:Cétacés

### Famille:Balænidés
| Nom vulgaire, nom binominal et citation d'auteurs               | Origine et statut à l'archipel Crozet | Aire de répartition                                | Statut UICN mondial | Image                    |
| --------------------------------------------------------------- | ------------------------------------- | -------------------------------------------------- | ------------------- | ------------------------ |
| Baleine franche australe Eubalaena australis (Desmoulins, 1822) | Autochtone,                           | Aire de répartition de la Baleine franche australe | [ 9 ]               | Baleine franche australe |

### Famille:Balænoptéridés
| Nom vulgaire, nom binominal et citation d'auteurs          | Origine et statut à l'archipel Crozet | Aire de répartition                        | Statut UICN mondial | Image            |
| ---------------------------------------------------------- | ------------------------------------- | ------------------------------------------ | ------------------- | ---------------- |
| Baleine de Minke Balaenoptera acutorostrata Lacépède, 1804 | Autochtone                            | Aire de répartition de la Baleine de Minke | [ 10 ]              | Baleine de Minke |
| Baleine bleue Balaenoptera musculus (Linnaeus, 1758)       | Autochtone                            | Aire de répartition de la Baleine bleue    | [ 12 ]              | Baleine bleue    |

### Famille:Delphinidés
| Nom vulgaire, nom binominal et citation d'auteurs                    | Origine et statut à l'archipel Crozet | Aire de répartition                           | Statut UICN mondial | Image                  |
| -------------------------------------------------------------------- | ------------------------------------- | --------------------------------------------- | ------------------- | ---------------------- |
| Globicéphale noir Globicephala melas (Traill, 1809)                  | Autochtone                            | Aire de répartition du Globicéphale noir      | [ 13 ]              | Globicéphale noir      |
| Lagénorhynque sablier Lagenorhynchus cruciger (Quoy & Gaimard, 1824) | Autochtone                            | Aire de répartition du Lagénorhynque sablier  | [ 14 ]              | Lagénorhynque sablier  |
| Dauphin aptère austral Lissodelphis peronii (Lacépède, 1804)         | Autochtone                            | Aire de répartition du Dauphin aptère austral | [ 16 ]              | Dauphin aptère austral |
| Orque Orcinus orca (Linnaeus, 1758)                                  | Autochtone                            | Aire de répartition de l'Orque                | [ 17 ]              | Orque                  |

### Famille:Physétéridés
| Nom vulgaire, nom binominal et citation d'auteurs    | Origine et statut à l'archipel Crozet | Aire de répartition                   | Statut UICN mondial | Image          |
| ---------------------------------------------------- | ------------------------------------- | ------------------------------------- | ------------------- | -------------- |
| Grand Cachalot Physeter macrocephalus Linnaeus, 1758 | Autochtone                            | Aire de répartition du Grand Cachalot | [ 19 ]              | Grand Cachalot |

### Famille:Ziphiidés
| Nom vulgaire, nom binominal et citation d'auteurs   | Origine et statut à l'archipel Crozet | Aire de répartition                       | Statut UICN mondial | Image              |
| --------------------------------------------------- | ------------------------------------- | ----------------------------------------- | ------------------- | ------------------ |
| Bérardie d'Arnoux Berardius arnuxii Duvernoy, 1851  | Autochtone                            | Aire de répartition du Bérardie d'Arnoux  | [ 20 ]              | Bérardie d'Arnoux  |
| Mésoplodon de Gray Mesoplodon grayi Von Haast, 1876 | Autochtone                            | Aire de répartition du Mésoplodon de Gray | [ 21 ]              | Mésoplodon de Gray |

## Ordre:Carnivores

### Famille:Otariidés
| Nom vulgaire, nom binominal et citation d'auteurs                       | Origine et statut à l'archipel Crozet | Aire de répartition                                  | Statut UICN mondial | Image                       |
| ----------------------------------------------------------------------- | ------------------------------------- | ---------------------------------------------------- | ------------------- | --------------------------- |
| Otarie des Kerguelen Arctocephalus gazella (Peters, 1875)               | Autochtone                            | Aire de répartition de l'Otarie des Kerguelen        | [ 22 ]              | Otarie des Kerguelen        |
| Otarie de l'île d'Amsterdam Arctocephalus tropicalis (J. E. Gray, 1872) | Autochtone                            | Aire de répartition de l'Otarie de l'île d'Amsterdam | [ 23 ]              | Otarie de l'île d'Amsterdam |

### Famille:Phocidés
| Nom vulgaire, nom binominal et citation d'auteurs         | Origine et statut à l'archipel Crozet | Aire de répartition                              | Statut UICN mondial | Image                   |
| --------------------------------------------------------- | ------------------------------------- | ------------------------------------------------ | ------------------- | ----------------------- |
| Léopard de mer Hydrurga leptonyx (de Blainville, 1820)    | Autochtone                            | Aire de répartition du Léopard de mer            | [ 25 ]              | Léopard de mer          |
| Éléphant de mer austral Mirounga leonina (Linnaeus, 1758) | Autochtone                            | Aire de répartition de l'Éléphant de mer austral | [ 26 ]              | Éléphant de mer austral |

### Famille:Félidés
| Nom vulgaire, nom binominal et citation d'auteurs | Origine et statut à l'archipel Crozet | Aire de répartition                 | Statut UICN mondial | Image        |
| ------------------------------------------------- | ------------------------------------- | ----------------------------------- | ------------------- | ------------ |
| Chat sauvage Felis silvestris Schreber, 1777      | Allochtone (Introduit)                | Aire de répartition du Chat sauvage | [ 27 ]              | Chat sauvage |